# Nanofil
Un nanofil és un nanoestructura amb un diàmetre de l'ordre d'un nanòmetre (10−9 metres). També pot ser definit com un fil on la proporció de la longitud a l'amplada és més gran que 1000. Alternativament, els nanofils poden ser definits com a estructures que tenen un gruix o diàmetre constret a desenes de nanòmetres o menys, per a qualsevol longitud. A aquestes escales, els efectes mecànico-quàntics són importants — fet que porta a anomenar aquestes estructures com a "fils quàntics". Existeixen molts tipus diferents de nanofils, incloent-hi els superconductors (p. ex., YBCO), metàl·lics (p. ex., Ni, Pt, Au), semiconductors (p. ex., Si, InP, GaN, etc.) i aïllants (p. ex., SiO2, TiO2). Els nanofils moleculars estan formats a partir d'unitats moleculars repetides de qualsevol material orgànic (p. ex. ADN) o inorgànic (p. ex. Mo6S9-xIx).

## Característiques

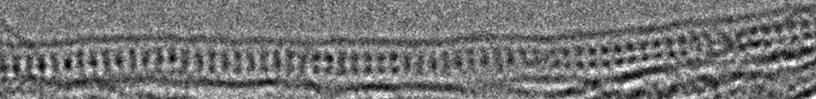
Nanofil de SnSe cristal·lí de 2×2 àtoms crescut dins un nanotub de carboni de paret única (diàmetre de tub ~1 nm).

Donat el seu petit raport amplada/longitud, els nanofils són sovint anomenats materials unidimensionals (1-D). Els nanofils tenen moltes propietats interessants que no són observables en materials voluminosos tridimensionals (3-D) car els seus electrons estan confinats lateralment per efectes quàntics i ocupen nivells d'energia que són diferent del continu tradicional de nivells d'energia (bandes) típics en materials 3-D.
Degut a aquest confinament quàntic els nanofils manifesten valors discrets de la conductància elèctrica. Aquests valors discrets sorgeixen d'una restricció mecànico-quàntica en el nombre d'electrons que poden viatjar a través del cable a l'escala nanomètrica. Aquests valors discrets són sovint anomenats "quàntum de conductància" i són múltiples enters de
{\displaystyle {\frac {2e^{2}}{h}}\simeq 77.41\;\mu S}
és a dir, són valors inversos de la unitat de resistència coneguda com a constant de von Klitzing RK=h/e²~25812.8 ohms (nom que prové de Klaus von Klitzing, descobridor de la quantització exacta). Des del 1990, s'ha fixat el valor RK convencional a RK-90.
Exemples de nanofils són els nanofils inorgànics moleculars (Mo6S9-xIx, Li2Mo6Se6), els quals poden tenir un diàmetre de 0.9 nm amb longituds de centenars de micròmetres. Altres exemples importants són basats en semiconductors com l'InP, Si, GaN, etc., dielèctrics (p. ex. SiO2,TiO2), o metalls (p. ex. Ni, Pt).

## Aplicacions

Simulació a nivell atomic de la formació per inversió de canal (densitat electró) i assoliment de voltatge de llindar (IV) en un nanofil de MOSFET. Anotar que el voltatge de llindar del dispositiu al voltant 0.45V.

Els nanofils encara pertànyen al món dels laboratoris experimentals. Tanmateix, poden complementar o reemplaçar nanotubs de carboni en algunes aplicacions. Alguns primers experiments han mostrat com poden ser emprats per a construir la pròxima generació de dispositius d'ordinadors
Els nanofils poden esdevenir importants en moltes aplicacions electròniques, optoelectròniques i en dispositius nanoelectromecànics, com a additius en compòsits avançats, com a interconnectors metàl·lics en dispositius quàntics nanomètics, com a emissors de camp i com a precursors de nanosensors biomoleculars.